# Vladislav Orlov
Vladislav Vasilyevich Orlov (tiếng Nga: Владислав Васильевич Орлов; sinh ngày 13 tháng 6 năm 1995) là một tiền vệ bóng đá người Nga, hiện tại thi đấu cho FC Pskov-747.

## Sự nghiệp câu lạc bộ
Anh có màn ra mắt tại Russian Second Division cho FC Pskov-747 vào ngày 20 tháng 4 năm 2013 trong trận đấu với FC Dnepr Smolensk.